# أهل الفترة
أهل الفترة هو مصطلح يطلقه الباحثون في شأن العقيدة الإسلامية على الناس الذين لم ينزل إليهم رسول ولا نبي ولم يتبعوا أحد الأديان السماوية. بمعنى أنهم مجموعة من الناس عاشوا في ظروف جغرافية أو وقتية معينة، لم يرسل لهم داع ولم تصلهم رسالة سماوية.
ومنها الفترة بين عيسى  ومحمد ﷺ، قال الله تعالى: ﴿يَا أَهْلَ الْكِتَابِ قَدْ جَاءَكُمْ رَسُولُنَا يُبَيِّنُ لَكُمْ عَلَى فَتْرَةٍ مِنَ الرُّسُلِ﴾ [المائدة:19]. فالفترة: هي الوقت الذي لا يكون فيه رسول ولا كتاب، ويلحق بأهل الفترة من كان يعيش منعزلًا مثلًا عن العالم، أو بعيدًا عن المسلمين، ولم تبلغه دعوة، قال الحافظ ابن كثير في تعريف الفترة: «هي ما بين كل نبيين كانقطاع الرسالة بين عيسى  ومحمد ﷺ». وقال الألوسي في تفسيره: «أجمع المفسرون بأن الفترة هي انقطاع ما بين رسولين»، وأهل الفترة: (هم الأمم الكائنة بين أزمنة الرسل الذين لم يرسل إليهم الأول، ولا أدركوا الثاني كالأعراب الذين لم يرسل إليهم عيسى ولا لحقوا النبي ﷺ..)، ثم صار يطلق عند كثير من العلماء على كل من لم تبلغهم الدعوة، بما فيهم أطفال المشركين، قال الله تعالى: ﴿وَمَا كُنَّا مُعَذِّبِينَ حَتَّى نَبْعَثَ رَسُولًا ۝١٥﴾ [الإسراء:15]، وأما حكمهم فهذا إلى الله سبحانه وتعالى.
ويرجح أغلب الباحثين أنهم سيتعرضون لامتحان خاص يوم القيامة، فيبعث الله لهم رسولا، فمن اتبعه يدخل الجنة مع المؤمنين، ومن كفر منهم يعذب في جهنم مع داخليها.

## أقسام أهل الفترة
قال السيوطي: (فإن أهل الفترة ثلاثة أقسام:
1. الأول: من أدرك التوحيد ببصيرته، ثم من هؤلاء:
  1. من لم يدخل في شريعته كقس بن ساعدة، وزيد بن عمرو بن نفيل.
  2. ومنهم من دخل في شريعة حق قائمة الرسم كتبّع وقومه.
2. الثاني: من بدل وغير وأشرك ولم يوحد وشرع لنفسه فحلل وحرم وهو الأكثر كعمرو بن لحي أول من سن للعرب عبادة الأصنام، وشرع الأحكام، فبحر البحيرة، وسيب السائبة ووصل الوصيلة، وحمى الحامي وزادت طائفة من العرب على ما شرعه أن عبدوا الجن، والملائكة، وحرقوا البنين، والبنات، واتخذوا بيوتاً جعلوا لها سدنة وحجاباً يضاهون بها الكعبة كاللات والعزى ومناة.
3. الثالث: من لم يشرك ولم يوحد ولا دخل في شريعة نبي ولا ابتكر لنفسه شريعة ولا اخترع ديناً، بل بقي عمره على حال غفلة عن هذا كله، وفي الجاهلية من كان كذلك.

فإذا انقسم أهل الفترة إلى الثلاثة الأقسام فيحمل من صح تعذيبه على أهل القسم الثاني لكفرهم بما لا يعذرون به.
وأما القسم الثالث: فهم أهل الفترة حقيقة وهم غير معذبين للقطع، كما تقدم.
وأما القسم الأول فقد قال ﷺ في كل من قس، وزيد: أنه يبعث أمة وحده، وأما تبّع ونحوه فحكمهم حكم أهل الدين الذين دخلوا فيه ما لم يلحق أحد منهم الإسلام الناسخ لكل دين، انتهى ما أورده الأبي).

## أقوال العلماء في أهل الفترة
اختلف العلماء في هذه المسألة على أقوال كثيرة ومن أشهرها:
- الأول: أن من مات ولم تبلغه الدعوة مات ناجياً:
قال السيوطي: «وقد أطبقت أئمتنا الأشاعرة من أهل الكلام والأصول، والشافعية من الفقهاء على أن من مات ولم تبلغه الدعوة يموت ناجياً…»[7]، ونص بعض الأئمة على دخول أطفال المشركين الجنة- دون غيرهم من أهل الفترة– كالإمام ابن حزم حين قال: «وذهب جمهور الناس إلى أنهم في الجنة وبه نقول».[8] والنووي[9]، والحافظ ابن حجر العسقلاني وذكر أنه ترجيح البخاري[10]، والإمام القرطبي[11] والإمام ابن الجوزي.[12]
- الثاني: أن من مات ولم تبلغه الدعوة فهو في النار، قال الإمام ابن القيم: «وهو قول جماعة من المتكلمين، وأهل التفسير، وأحد الوجهين لأصحاب أحمد وحكاه القاضي نصا عن أحمد، وغلطه شيخنا….»[13] كما هو قول جماعة من أصحاب أبي حنيفة.[14]
- الثالث: الوقف في أمرهم، وقد يعبر عنه بأنهم تحت المشيئة[15] وهو منقول عن الحمادين وابن المبارك وإسحاق بن راهويه، وقال ابن عبد البر: «وهو مقتضى صنيع مالك وليس عنده في المسألة شيء منصوص، إلا أن أصحابه صرحوا بأن أطفال المسلمين في الجنة، وأطفال الكفار خاصة في المشيئة».[16]
- الرابع: أنهم يمتحنون في عرصات القيامة بنار يأمرهم الله سبحانه وتعالى بدخولها، فمن دخلها كانت عليه برداً وسلاماً ومن لم يدخلها فقد عصى الله تعالى فهو من أهل النار، وهذا قول جمهور السلف، حكاه الأشعري عنهم[17]، وممن قال به محمد بن نصر المروزي[18]، والبيهقي[19]، وشيخ الإسلام ابن تيمية وتلميذه ابن القيم، وابن كثير وغيرهم، يقول شيخ الإسلام ابن تيمية: «.. ومن لم تقم عليه الحجة في الدنيا بالرسالة كالأطفال والمجانين وأهل الفترات فهؤلاء فيهم أقوال أظهرها ما جاءت به الآثار أنهم يمتحنون يوم القيامة، فيبعث إليهم من يأمرهم بطاعته، فإن أطاعوه استحقوا الثواب، وإن عصوه استحقوا العذاب».[20]

وقال الإمام ابن القيم بعد حكايته المذاهب في أطفال المشركين وأدلتها: «المذهب الثامن: أنهم يمتحنون في عرصات القيامة، ويرسل إليهم هناك رسول وإلى كل من لم تبلغه الدعوة، فمن أطاع الرسول دخل الجنة، ومن عصاه أدخله النار وعلى هذا فيكون بعضهم في الجنة وبعضهم في النار، وبهذا يتألف شمل الأدلة كلها وتتوافق الأحاديث»، ثم ساق أدلة لهذا القول، وقال: «فهذه الأحاديث يشد بعضها بعضا، وتشهد لها أصول الشرع وقواعده، والقول بمضمونها هو مذهب السلف والسنة، نقله عنهم الأشعري..»، ويقول الحافظ ابن كثير: «.. وقد اختلف الأئمة رحمهم الله تعالى فيها قديماً وحديثاً وهي الولدان الذين ماتوا وهم صغار وآباؤهم كفار ماذا حكمهم؟ وكذا المجنون والأصم والشيخ الخرف ومن مات في الفترة ولم تبلغه دعوته وقد ورد في شأنهم أحاديث أنا أذكرها لك بعون الله وتوفيقه» ثم ساق عشرة أحاديث في هذه المسألة، ثم أشار إلى الأقوال في المسألة، ورجح أنهم يمتحنون يوم القيامة حيث قال: (… وهذا القول يجمع بين الأدلة كلها، وقد صرحت به الأحاديث المتقدمة المتعاضدة الشاهد بعضه لبعض..).
ويقول الشيخ محمد الأمين الشنقيطي -بعدما رجح هذا القول-: «إن الجمع بين الأدلة واجب متى ما أمكن بلا خلاف، لأن إعمال الدليلين أولى من إلغاء أحدهما ولا وجه للجمع بين الأدلة إلا هذا القول بالعذر والامتحان..».
ومن أهم أدلتهم على هذا القول دليلان:
- الأول: استدلوا بعموم الآيات الدالة على نفي التعذيب قبل بلوغ الحجة، من مثل قوله تعالى عن أهل النار: ﴿كُلَّمَا أُلْقِيَ فِيهَا فَوْجٌ سَأَلَهُمْ خَزَنَتُهَا أَلَمْ يَأْتِكُمْ نَذِيرٌ ۝٨ قَالُوا بَلَى قَدْ جَاءَنَا نَذِيرٌ فَكَذَّبْنَا﴾ [الملك:8–9].
وقوله سبحانه: ﴿وَمَا كُنَّا مُعَذِّبِينَ حَتَّى نَبْعَثَ رَسُولًا ۝١٥﴾ [الإسراء:15] وغيرها من الآيات الدالة على عذر أهل الفترة بأنهم لم يأتهم نذير[26] يقول الشيخ عبد الرحمن السعدي في تفسيره لهذه الآية: «والله تعالى أعدل العادلين، لا يعذب أحداً حتى تقوم عليه الحجة بالرسالة ثم يعاند الحجة، وأما من انقاد للحجة، أو لم تبلغه حجة الله تعالى فإن الله تعالى لا يعذبه، استدل بهذه الآية على أن أهل الفترات، وأطفال المشركين، لا يعذبهم الله، حتى يبعث إليهم رسولاً، لأنه منزه عن الظلم».[27]
- الثاني: استدلوا بعدد من الأحاديث المصرحة بأن أهل الفترة ومن لم تبلغه الدعوة يمتحنون يوم القيامة، ومن أشهرها ما رواه الأسود بن سريع أن النبي ﷺ قال: «يكون يوم القيامة رجل أصم لا يسمع شيئاً، ورجل أحمق، ورجل هرم ورجل مات في فترة فأما الأصم فيقول: رب لقد جاء الإسلام وما أسمع شيئاً، وأما الأحمق فيقول: رب لقد جاء الإسلام والصبيان يحذفونني بالبعر، وأما الهرم فيقول: رب لقد جاء الإسلام وما أعقل شيئاً، وأما الذي مات في الفترة فيقول: رب ما أتاني لك رسول، فيأخذ مواثيقهم ليطيعنه، فيرسل إليهم أن ادخلوا النار، قال: فوالذي نفس محمد بيده لو دخلوها لكانت عليهم برداً وسلاماً».[28]

وعن أبي هريرة مثل هذا غير أنه قال في آخره: «فمن دخلها كانت عليه برداً وسلاماً، ومن لم يدخلها سحب إليها»، والقول بموجب هذا الحديث فيه جمع للأدلة كما في النقل السابق عن الأئمة –قال شيخ الإسلام ابن تيمية-: «وهذا التفصيل يذهب الخصومات التي كره الخوض فيه لأجلها من كرهه، فإن من قطع لهم بالنار كلهم، جاءت نصوص تدفع قوله، ومن قطع لهم بالجنة كلهم، جاءت نصوص تدفع قوله..»، وقال الشيخ الشنقيطي بعد ترجيحه لهذا القول: «وهذا ثبت عن رسول الله ﷺ وثبوته عنه نص في النزاع فلا وجه للنزاع البتة مع ذلك..».
وردوا على ما ذكر بعض الأئمة كالإمام ابن عبد البر، والإمام القرطبي والحليمي، وملخص قولهم: أن هذه الأحاديث لا تصح وأن (هذا مخالف لأصول المسلمين لأن الآخرة ليست بدار امتحان) وردوا على هذا القول بما يلي:
1. أن هذه الأحاديث صحيحة وردت من طرق مختلفة...
2. قال شيخ الإسلام: «والتكليف إنما ينقطع بدخول دار الجزاء وهي الجنة والنار، وأما عرصات القيامة فيمتحنون فيها كما يمتحنون في البرزخ، فيقال لأحدهم: من ربك؟ وما دينك؟ ومن نبيك؟ وقال تعالى: ﴿يَوْمَ يُكْشَفُ عَنْ سَاقٍ وَيُدْعَوْنَ إِلَى السُّجُودِ فَلَا يَسْتَطِيعُونَ ۝٤٢ خَاشِعَةً أَبْصَارُهُمْ تَرْهَقُهُمْ ذِلَّةٌ وَقَدْ كَانُوا يُدْعَوْنَ إِلَى السُّجُودِ وَهُمْ سَالِمُونَ ۝٤٣﴾ [القلم:42–43]…»[33] وقال الطيبي: «لا يلزم من أن الدنيا دار بلاء والآخرة دار جزاء أن لا يقع في واحده منهما ما يخص الأخرى، فإن القبر أول منازل الآخرة، وفيه الابتلاء والفتنة بالسؤال وغيره»[34] ولخص الإمام ابن القيم الرد على ذلك فقال: «… فإن قيل: فالآخرة دار جزاء، وليست دار تكليف، فكيف يمتحنون في غير دار التكليف؟ فالجواب: أن التكليف إنما ينقطع بعد دخول دار القرار، وأما في البرزخ وعرصات القيامة فلا ينقطع، وهذا معلوم بالضرورة من الدين من وقوع التكليف بمسألة الملكين في البرزخ وهي تكليف، وأما في عرصة القيامة، فقال تعالى: «يَوْمَ يُكْشَفُ عَن سَاقٍ وَيُدْعَوْنَ إِلَى السُّجُودِ فَلا يَسْتَطِيعُونَ» فهذا صريح في أن الله يدعو الخلائق إلى السجود يوم القيامة، وأن الكفار يحال بينهم وبين السجود إذ ذاك»[35]، وذكروا أحاديث على جواز التكليف في الآخرة ذكرها ابن القيم وابن كثير وغيرهم.[36]

## ما قيل في أطفال المشركين
والمقصود من ماتوا وهم صغار فإن بعض العلماء قالوا يلحقون بأهل الفترة، وقد اختلف العلماء فيهم حتى أوصلها ابن حجر إلى عشرة أقوال، وأرجحها هم في الجنة قال النووي: وهو المذهب الصحيح المختار الذي صار إليه المحققون، لقوله تعالى: ﴿وَمَا كُنَّا مُعَذِّبِينَ حَتَّى نَبْعَثَ رَسُولًا ۝١٥﴾ [الإسراء:15] وإذا كان لا يعذب العاقل لكونه لم تبلغه الدعوة، فلأن لا يعذب غير العاقل من باب الأولى ، ولحديث سمرة وقد أخرجه البخاري: «وأما الوِلْدان الذين حوله فكل مولود يُولد على الفطرة، فقال بعض المسلمين: وأولاد المشركين؟ فقال: وأولاد المشركين». ويؤيده ما رواه أبو يعلى من حديث أنس مرفوعا: «سألت ربي اللاهين من ذرية البشر أن لا يعذبهم فأعطانيهم». إسناده حسن. وورد تفسير «اللاهين» بأنهم الأطفال من حديث ابن عباس مرفوعا، أخرجه البزار، وروى أحمد من طريق خنساء بنت معاوية بن صريم، عن عمتها قالت: «قلت: يا رسول الله، من في الجنة ؟ قال: النبي في الجنة، والشهيد في الجنة، والمولود في الجنة». إسناده حسن.

## وصلات خارجية
- أهل الفترة، على موقع إسلام ويب.
- مصير أهل الفترة، على موقع ابن باز.
- أهل الفترة، موقع طريق الإسلام، محاضرة صوتية للشيخ الألباني.